# Ma Yan
Ma Yan (ur. 15 października 1989) – chińska zapaśniczka w stylu wolnym. Zajęła 13 miejsce w mistrzostwach świata w 2013. Srebrny medal w mistrzostwach Azji w 2009. Mistrzyni Azji juniorów w 2009 roku.